# Diksprietzwemkevertje
Het diksprietzwemkevertje (Noterus crassicornis) is een keversoort uit de familie diksprietwaterkevers (Noteridae). De wetenschappelijke naam van de soort werd in 1776 gepubliceerd door Otto Friedrich Müller.